# Distretto di Jiyang
Il distretto di Jiyang (济阳区S, Jǐyáng QūP) è un distretto della Cina, situato nella provincia dello Shandong e amministrato dalla prefettura di Jinan.